# Andrea Nix Fine
Andrea Nix Fine é uma cineasta americana. Como reconhecimento, venceu, no Oscar 2013, a categoria de Melhor Documentário em Curta-metragem por Inocente.